# Beilader
Beilader ist ein Begriff aus dem Sammelgutverkehr.
Beilader sind zumeist kleine Speditionen.
Der Beilader beauftragt einen anderen Spediteur, eine Sendung über seinen Hauptlauf zu verladen, wenn der Beilader keine Hauptlaufrelation in das Zustellgebiet führt und auch die Möglichkeit einer Verladung über ein Hub nicht gegeben ist.
Rechtlich gesehen entsteht ein Speditionsvertrag zwischen den beteiligten Spediteuren.